# Колосова, Надежда Егоровна
Надежда Егоровна Колосова — советский хозяйственный и государственный деятель, лауреат Государственной премии СССР за выдающиеся достижения в труде.

## Биография
Родилась в 1941 году в Украинской ССР. Член КПСС.
В 1957—1969 годах — рабочая-текстильщица на предприятиях Днепропетровска, в 1969—1996 годах — вязальщица Днепропетровского производственного экспериментального трикотажного объединения «Днепрянка».
Обслуживала двенадцать агрегатов при норме шесть. С начала десятой пятилетки Колосова дополнительно к заданию изготовила 91 тонну трикотажного полотна, сэкономила 220 килограммов сырья. Обучила передовым приемам труда 20 молодых работниц.
За большой личный вклад в увеличение производства высококачественных товаров народного потребления была в составе коллектива удостоен Государственной премии СССР за выдающиеся достижения в труде 1987 года.
Делегат XXVI съезда КПСС.
Живёт в Днепре.

## Награды
- Орден Ленина (30.04.1980)
- Орден Трудового Красного Знамени (20.02.1974)